# Hankovce (district de Bardejov)
Hankovce (allemand : Hinzendorf im Scharosch), est un village de Slovaquie situé dans la région de Prešov.

## Histoire
Première mention écrite du village en 1427.

## Démographie

### Évolution de la population
| Année:               | 1994. | 2004.   | 2014.   | 2024.   |
| -------------------- | ----- | ------- | ------- | ------- |
| Nombre de personnes: | 411   | 402     | 400     | 437     |
| Différence:          |       | -2,18 % | -0,49 % | +9,25 % |

| Année:               | 2023. | 2024.   |
| -------------------- | ----- | ------- |
| Nombre de personnes: | 439   | 437     |
| Différence:          |       | -0,45 % |